# Renegade (canción de Big Red Machine)
Renegade es una canción de la banda Big Red Machine en colaboración de la cantante estadounidense Taylor Swift. Fue publicada el 2 de julio de 2021 a través de los sellos 37D03D y Jagjaguwar, como el tercer sencillo del segundo álbum de estudio de la banda, How Long Do You Think It's Gonna Last?. La canción fue grabada en marzo de 2021 en el estudio Kitty Committee.

## Antecedentes
La canción fue creada en marzo de 2021 en el estudio Kitty Committee, que se encuentra dentro de la casa de Swift en Los Ángeles, la misma semana en la cual Swift y Dessner ganaron el Grammy al Álbum del Año, mientras que Justin Vernon grabó voces adicionales en su estudio April Base. Dessner comentó que mientras se encontraba en la creación de Folklore y Evermore junto a Swift, habían conversado sobre experimentar y escribir canciones para Big Red Machine algún día, finalmente la canción surgió de la misma forma que los demás proyectos de la banda, hacer música con amigos, solo por hacerla.

Cuándo Aaron Dessner entró en mi vida, fui introducida en su mundo de creatividad fluida, donde no piensas demasiado, solo haces música. Una canción que escribimos para su proyecto ¡está disponible! Se llama Renegade.
Swift en twitter sobre Renegade

## Personal
Créditos adaptados de Tidal y Youtube.
- Aaron Dessner — escritor, grabación, productor, bajo, bajo de sintetizador, batería, guitarra acústica, guitarra con puente de goma, guitarra eléctrica, mellotron, OP-1, piano, Prophet X.
- Justin Vernon — grabación adicional, producción adicional, guitarra eléctrica, voz.
- Taylor Swift — escritora, voz.
- Bryce Dessner — orquesta.
- Jason Treuting — batería.
- Jonathan Low — grabación, producción adicional.

## Posicionamiento en listas

### Semanales
| Listas (2021)                                             | Mejor posición |
| --------------------------------------------------------- | -------------- |
| Canadá (Billboard Canadian Hot 100)                       | 58             |
| Canadá (Billboard Canadian Digital Song Sales)            | 11             |
| China (QQ Music European and American Chart)              | 1              |
| Estados Unidos (Billboard Hot 100)                        | 73             |
| Estados Unidos (Billboard Digital Song Sales)             | 8              |
| Estados Unidos (Billboard Alternative Digital Song Sales) | 1              |
| Estados Unidos (Billboard Alternative Streaming Songs)    | 12             |
| Global 200 (Billboard)                                    | 96             |
| Reino Unido (OCC Singles)                                 | 73             |
| Reino Unido (OCC Singles Sales)                           | 27             |
| Reino Unido (OCC Singles Downloads)                       | 27             |
| Reino Unido (OCC Indie Singles)                           | 9              |

## Historial de lanzamiento
| Región         | Fecha               | Formato                     | Discográfica       | Ref.   |
| -------------- | ------------------- | --------------------------- | ------------------ | ------ |
| Varios         | 2 de julio de 2021  | descarga digital, streaming | Jagjaguwar         |        |
| Estados Unidos | 12 de julio de 2021 | adult contemporary radio    | 37D03D, Jagjaguwar | [ 17 ] |
| Estados Unidos | 13 de julio de 2021 | pop radio                   | 37D03D, Jagjaguwar | [ 18 ] |